# Phlegra pisarskii
Phlegra pisarskii är en spindelart som beskrevs av Zabka 1985. Phlegra pisarskii ingår i släktet Phlegra och familjen hoppspindlar. Inga underarter finns listade i Catalogue of Life.